# Metaxia vicina
Metaxia vicina is een slakkensoort uit de familie van de Triphoridae. De wetenschappelijke naam van de soort is voor het eerst geldig gepubliceerd in 1850 door C. B. Adams.